# Sojuz TMA-18M
Sojuz TMA-18M (ryska: Союз ТMA-18M) var en flygning i det ryska rymdprogrammet. Flygningen transporterade Sergej Volkov, Andreas Mogensen och Ajdyn Ajymbetov till Internationella rymdstationen (ISS).
Farkosten sköts upp från Kosmodromen i Bajkonur, den 2 september 2015, med en Sojuz-FG-raket. Dockningen med ISS skedde den 4 september 2015. Andreas Mogensen blev därmed Danmarks första astronaut. Mogensen och Ajymbetov återvände till jorden tillsammans med Gennadij Padalka den 12 september 2015, ombord på Sojuz TMA-16M. Sojuz TMA-18M lämnade ISS den 2 mars 2016. Några timmar senare återinträdde den i jordens atmosfär och landade i Kazakstan. I och med att farkosten lämnade rymdstationen var Expedition 46 avslutad.

## Besättning
|                | Uppskjutning                                          | Landning                                                  |
| -------------- | ----------------------------------------------------- | --------------------------------------------------------- |
| Befälhavare    | Sergej Volkov, RSA Hans tredje rymdfärd Expedition 45 | Sergej Volkov, RSA Hans tredje rymdfärd Expedition 45     |
| Flygingenjör 1 | Andreas Mogensen, ESA Hans första rymdfärd            | Michail Kornijenko, RSA Hans andra rymdfärd Expedition 46 |
| Flygingenjör 2 | Ajdyn Ajymbetov Hans första rymdfärd                  | Scott J. Kelly Hans fjärde rymdfärd Expedition 46         |

## Reservbesättning
| Befälhavare    | Oleg Skripotjka, RSA  |
| Flygingenjör 1 | Thomas Pesquet, ESA   |
| Flygingenjör 2 | Sergej Prokopjev, RSA |